# Dennis Marshall
Dennis Marshall, né le 9 août 1985 à Puerto Limón au Costa Rica et mort le 23 juin 2011 à San José, est un footballeur international costaricien. Il évoluait comme milieu droit.

## Biographie
Il est mort dans un accident de voiture près de San Jose avec son épouse le 23 juin 2011.
Marshall, qui évoluait depuis deux saisons à Aalborg Boldspilklub, avait marqué le seul but du Costa Rica le 18 juin dans le match nul avec le Honduras en quart de finale de la Gold Cup.

## Sélection nationale
Dennis Marshall a participé à quatre matchs pour les qualifications de la Coupe du monde 2010, aux États-Unis (2-2), au Salvador (0-1) et les deux matchs face à Trinité-et-Tobago (4-0, 3-2).

## Palmarès
Vierge